# Phrynarachne tuberosula
Phrynarachne tuberosula är en spindelart som först beskrevs av Karsch 1880.  Phrynarachne tuberosula ingår i släktet Phrynarachne och familjen krabbspindlar. Inga underarter finns listade i Catalogue of Life.